# James Frothingham

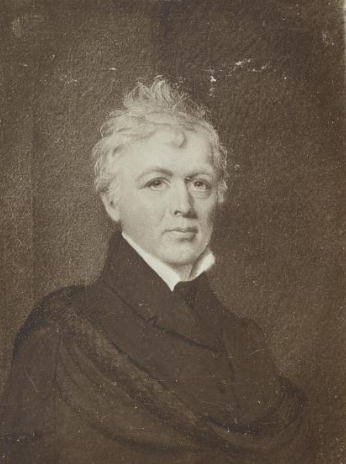
James Frothingham (Porträt Sarah C. Frothingham)

James Frothingham (* 1786 in Charlestown; † 6. Januar 1864 in Brooklyn) war ein US-amerikanischer Maler. Er schuf zahlreiche Porträts.

## Leben und Werke
James Frothingham war der Sohn eines Wagenbauers und arbeitete ursprünglich in der Werkstatt seines Vaters als Kutschenmaler. Er übte sich im Malen, indem er Porträts von Familienmitgliedern herstellte. Wahrscheinlich erhielt er erste Unterweisungen im künstlerischen Zeichnen und Malen von Fabius Whiting aus Lancaster, der seinerseits bei Gilbert Stuart gelernt hatte. Im Alter von etwa 20 Jahren gab er die Arbeit in der Kutschenwerkstatt auf, um eine Künstlerlaufbahn zu beginnen.
Etwa ab 1810 war er Schüler von Gilbert Stuart in Roxbury, obwohl dieser auf die ersten Proben von Frothinghams Kunst, die ihm präsentiert worden waren, sehr ungnädig reagiert hatte: “‘Coach painting, sir.’ ‘Stick to it. You had better be a tea-waterman’s horse in New York than a portrait-painter anywhere.’”

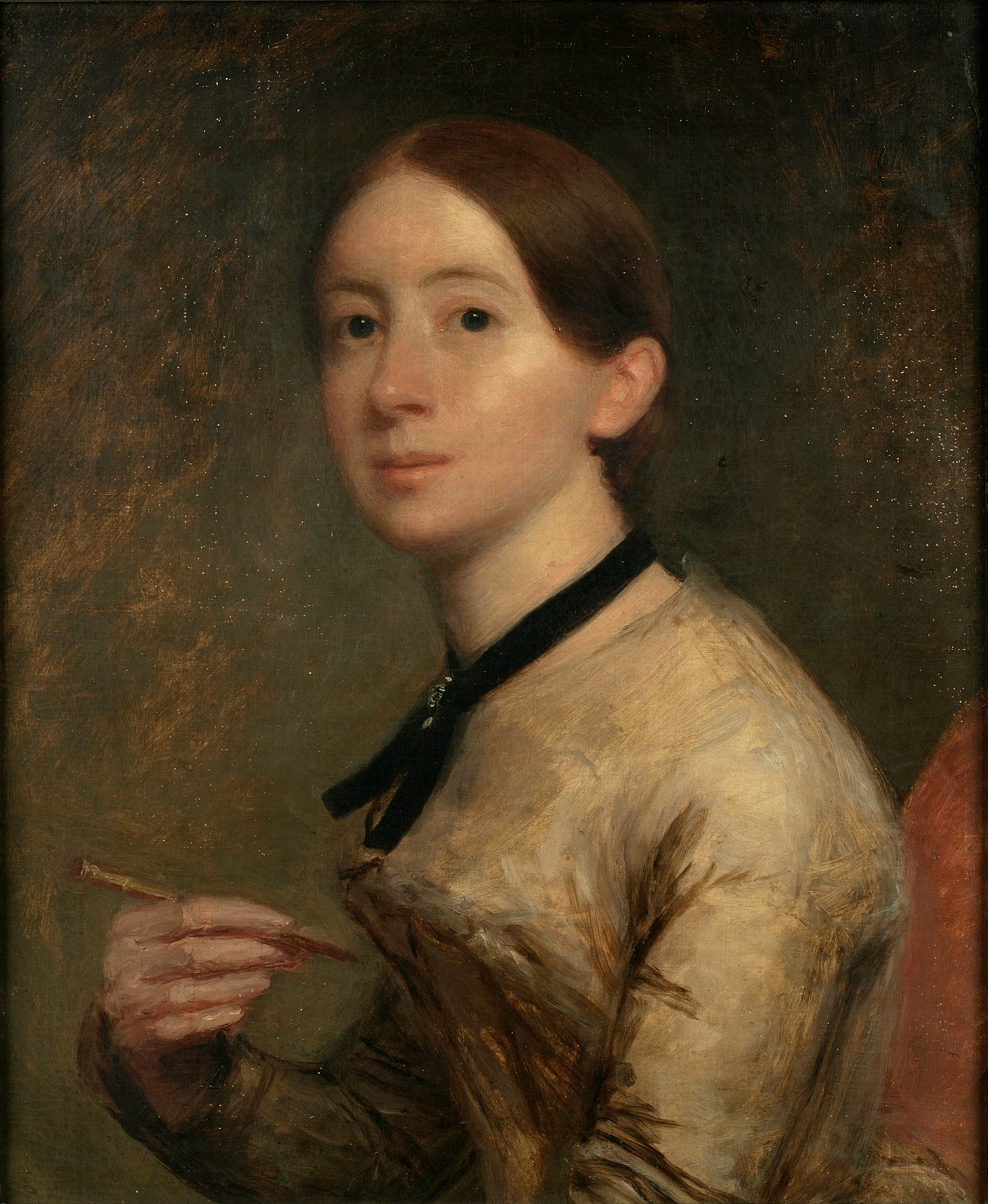
Sarah Frothingham, Porträt von James Frothingham

1826 zog er, mittlerweile verheiratet und Vater von drei Kindern, von Salem nach New York. Er stellte im Boston Athenæum, in der National Academy of Fine Arts und der National Academy of Design aus; 1831 wurde er Vollmitglied der Academy. Bis 1853 beteiligte er sich fast alljährlich an Ausstellungen.
Die letzten zwei Jahrzehnte seines Lebens verbrachte er in Brooklyn.
Porträts von Frothinghams Hand gelangten in die Museen der New Yorker Historical Society und ins Art Institute in Brooklyn.
Frothinghams Tochter Sarah (1821–1861) wurde Miniaturmalerin.